# Angelniemi

Angelniemi (på 1500-talet Angelisto) var en kommun i Halikko härad i Åbo och Björneborgs län i Finland. Angelniemi omfattar den nordöstra udden av Kimitoön.
Ytan var 64 km² och kommunen beboddes av 1 051 människor år 1963. År 2008 bodde det ännu 398 människor i området, men populationen ökar på somrarna på grund av sommarstugor.

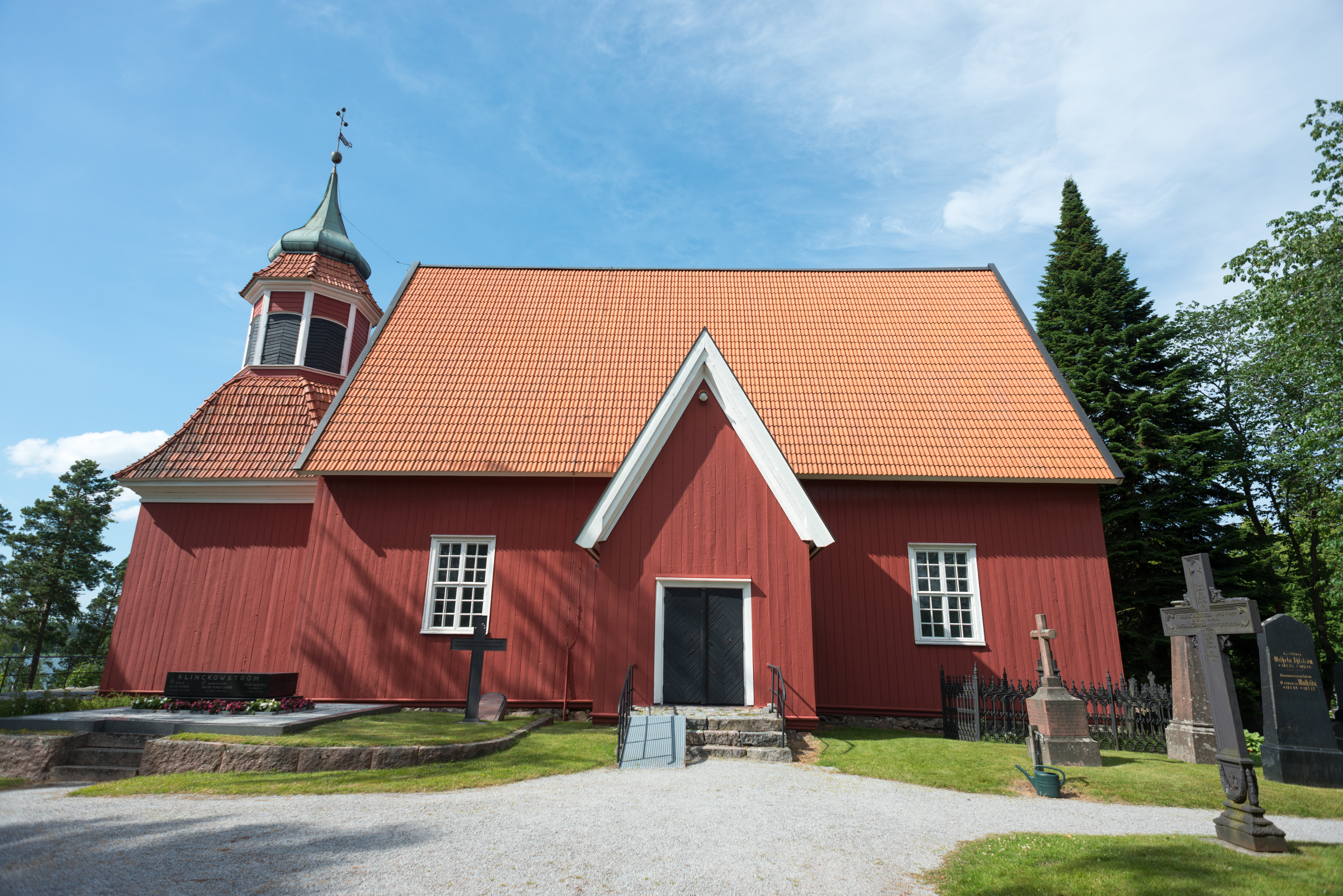
Angelniemi kyrka

Angelniemi kapellförsamling grundades 1659, och Angelniemi kyrka byggdes 1772.
Angelniemi var enspråkigt finskt och blev 1967 en del av Halikko, som 2009 slogs ihop med Salo.

## Byar
Angela, Asila, Båtsholm, Böylä, Esselpää, Kaksunge, Kallmusnäs, Kanamäki, Karviainen, Kokkila, Myllyperä, Peksala, Päärnäspää, Storby, Tammenpää, Toppjoki, Torkkila, Tuiskula, Valttila